# Christophe Peignois
Christophe Peignois (Ottignies-Louvain-la-Neuve, 11 maart 1977) is een Belgisch boogschutter.

## Levensloop
Peignois werd op zevenjarige leeftijd (1984) actief in het boogschieten bij Francs Archers te Ottignies. Van deze club werd hij later secretaris.
Hij behaalde op de wereldkampioenschappen van 1997 in het Canadese Victoria zilver. Ook won hij dat jaar twee Grand Prix-wedstrijden, met name te Antalya en Moskou. In 1998 behaalde hij zilver in de Arizona Cup te Tucson. Ook voerde hij dat jaar de wereldranglijst aan.
HIj maakte deel uit van het Belgisch team van 1996 tot 2002.